# Callistethus auronitens
Callistethus auronitens är en skalbaggsart som beskrevs av Hope 1835. Callistethus auronitens ingår i släktet Callistethus och familjen Rutelidae. Inga underarter finns listade.